# بل خواب
بل خواب هي قرية في مقاطعة كرج، إيران. عدد سكان هذه القرية هو 237 في سنة 2006.